# Золотковский
Золотковский — разъезд в Гусь-Хрустальном районе Владимирской области России, входит в состав муниципального образования «Посёлок Золотково».

## География
Разъезд расположен в 2 км на юго-запад от центра поселения посёлка Золотково и в 45 км на юго-восток от Гусь-Хрустального, железнодорожная платформа разъезд Золотковский на линии Черусти — Муром.

## История
Разъезд Золотковский образован после 1912 года в результате постройки линии Люберцы — Муром — Арзамас Московско-Казанской железной дороги. 
С 1929 года разъезд входил в состав Золотковского сельсовета Гусь-Хрустального района, с 1935 по 1963 год — входил в состав Курловского района, с 2005 года разъезд в составе муниципального образования «Посёлок Золотково». 

## Население
| 1926 |
| ---- |
| 14   |

| 1926 | 2010 | 2021 |
| ---- | ---- | ---- |
| 14   | ↗479 | ↘413 |

## Инфраструктура
В деревне имеются Золотковская основная общеобразовательная школа (образована в 1963 году), библиотека, детский сад, 2 минимаркета, ж/д станция "Золотковский".